# Avia (zapatos)
Avia, es una empresa estadounidense de calzado y ropa que se especializa en ropa, zapatos y accesorios para correr, yoga y estilo de vida activo . Avia fue fundada en 1979 por Jerry Stubblefield y actualmente es una subsidiaria de Sequential Brands Group.

## Historia
Avia fue fundada en Oregón en 1979 por Jerry Stubblefield. Según se informa, a Stubblefield se le ocurrió la palabra "avia" (derivada del latín " avis ", que significa "pájaro" mientras estaba en un vuelo en jet y decidió usarla como marca. Nombre de un calzado deportivo que sugiere aviación. El tándem de padre e hijo creó diseños como la suela cantilever, ampliamente imitada, que ayudó a convertir a Avia en un líder de la industria. En 1987, Avia fue adquirida por Reebok por 180 millones de dólares, que luego la vendió a American Sporting Goods Corporation a finales de la década de 1990. Desde entonces, Avia ha sido adquirida por Sequential Brands Group en el acuerdo de Galaxy Brands en 2014.
El 31 de agosto de 2021, la empresa matriz de Avia, Sequential Brands, se acogió al Capítulo 11 de protección por quiebra.

## Productos

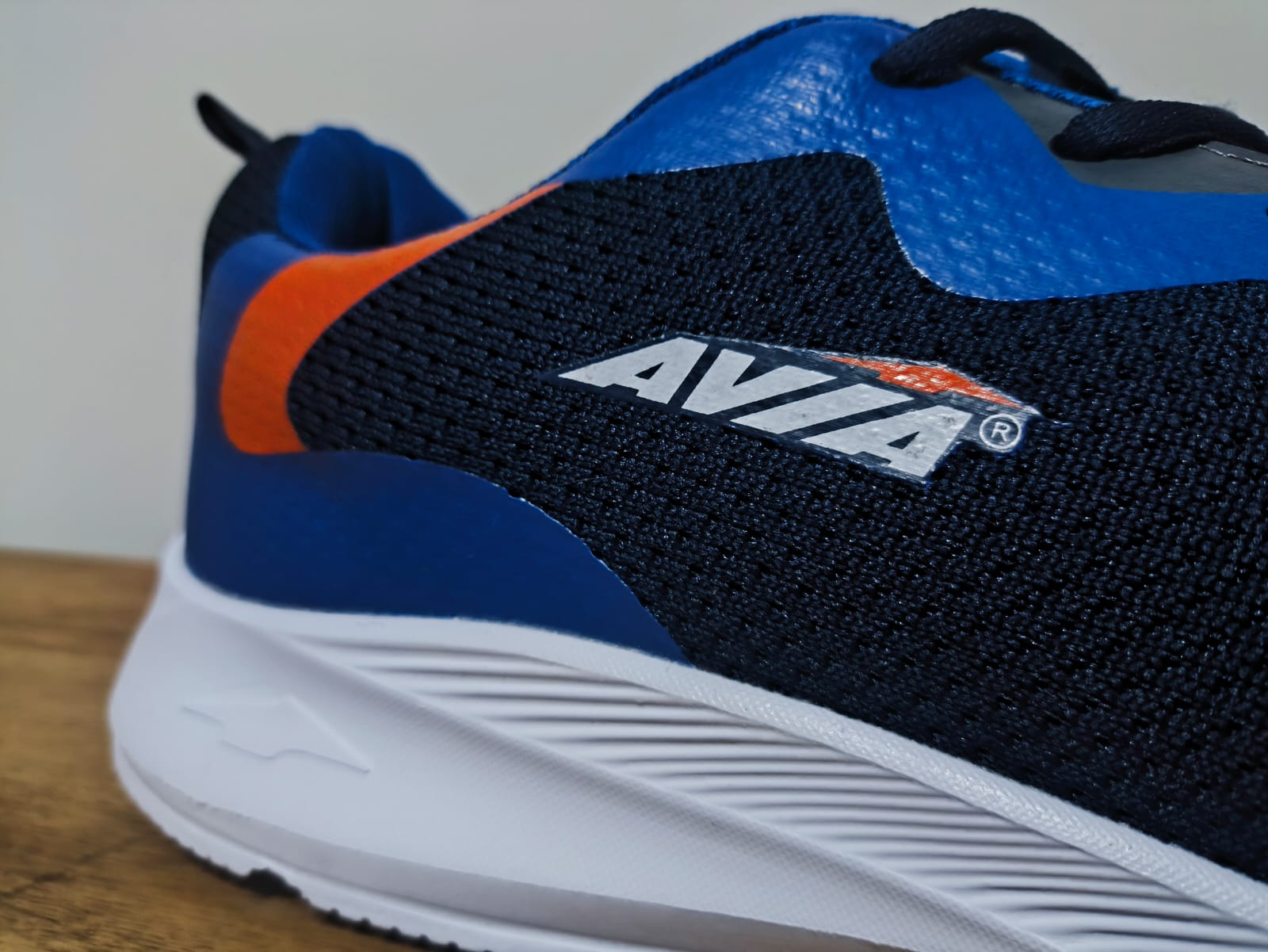
Zapatos Avia para caminar

Avia se hizo un nombre como marca líder en la década de 1980 por su línea de zapatos para caminar y aeróbicos para mujeres, así como zapatos para hombres. A finales de los 80 y principios de los 90, Avia tenía una próspera línea de zapatillas de baloncesto; entre los que vistieron Avia estaban Scottie Pippen , John Stockton, John Salley, AC Green y Clyde Drexler. Los zapatos Avia son conocidos por su rendimiento, durabilidad y comodidad. 
La compañía también es conocida por algunas de las tecnologías de rendimiento integradas en sus zapatos, incluido el Cantilever Heel (soporte del talón), el ARC - Anatomical Rebound Cradle (amortiguación integral del pie y soporte del arco) y la tecnología FOM de Avia (compresión de impacto). 
En 1991, Avia presentó una demanda contra Nike, alegando que las zapatillas para correr y baloncesto "Air 180" y "Air Force 180" de Nike infringían las patentes de Avia. Avia acusó a Nike de piratear su tecnología "Cantilever", que utiliza un cojín para proporcionar absorción de impactos y estabilidad. La empresa sostuvo que la tecnología ha sido la base de sus productos desde que se fundó Avia en 1980. Avia amplió la demanda en enero de 1992 y llegó a un acuerdo en diciembre de 1992.
Avia presentó su línea de ropa deportiva de rendimiento y estilo de vida en 2013, basándose en su éxito continuo dentro de la categoría activa, y luego lanzó tecnología portátil en 2015.

### Baloncesto
Avia creó muchas variantes de zapatillas de baloncesto en las décadas de 1980 y 1990. El nombre de estos zapatos era Serie Avia 800.

## Patrocinio

### Fútbol
- Audax Italiano (1992)
- Club Deportivo Palestino (1992, 1997 - 1999)
- Club Universidad de Chile (1992 - 1995)
- Club Deportivo Ñublense (1993 - 1994)
- Club de Deportes Antofagasta (1994 - 1999)
- Club de Deportes Santiago Wanderers (1994 - 1995, 1998, 1999 - 2000)
- Club de Deportes Ovalle (1995 - 1996, 1999 - 2000)
- Club de Deportes Cobresal (1996 - 1998)
- Club de Deportes Iquique 1996 - 1997, 1998)
- Club Deportivo Universidad de Concepción (1998 - 2000)
- Coquimbo Unido (1998)
- Club Deportivo Magallanes (1998)

### Baloncesto
- Club Atlético Boca Juniors (1993 - 1996)[4]
- Selección de baloncesto de Finlandia (2020 - 2023)